# Графенштайн (Каринтия)
Графенштайн (нем. Grafenstein (Kärnten)) — ярмарочная коммуна (нем. Marktgemeinde) в Австрии, в федеральной земле Каринтия. 
Входит в состав округа Клагенфурт.  Население составляет 2752 человека (на 31 декабря 2005 года). Занимает площадь 50,10 км². Официальный код  —  2 04 09.

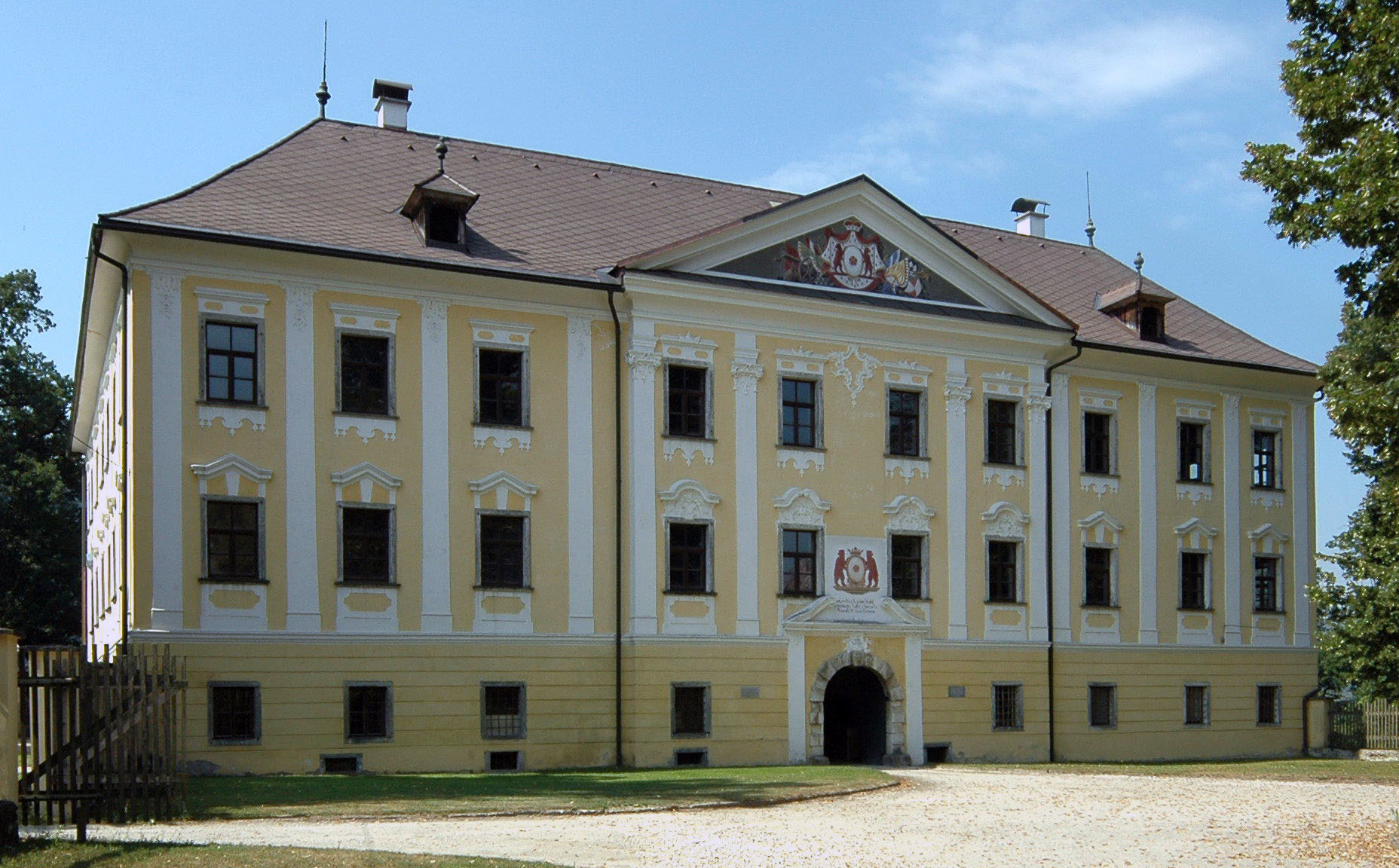
Дворец Орсини-Розенбергов

## Политическая ситуация
Бургомистр коммуны — Фалентин Дойчман (NL) по результатам выборов 2003 года.
Совет представителей коммуны (нем. Gemeinderat) состоит из 19 мест.
- беспартийные: 12 мест.
- СДПА занимает 4 места.
- АПС занимает 3 места.